# Enigma Records
Enigma Records, aussi appelé Enigma Entertainment Corporation, est un label discographique américain de rock et de musique alternative, actif entre 1980 et 1991.

## Histoire
Le label est fondé en 1981 par les frères William et Wesley Hein (rejoints en 1984 par Jim Martone). Enigma est au départ une sous-filiale de Greenworld Distribution, un importateur et distributeur de musique indépendant, dont il se séparera finalement en 1985 pour devenir une entité propre.
D'abord basé à Torrance, le label se délocalise ensuite à El Segundo, puis enfin à Culver City, toujours en Californie. Enigma était centré sur le punk rock, le rock indépendant et le heavy metal, bien qu'à travers certaines de ses divisions il ait également publié de la techno, du jazz et de la musique classique.
Enigma Records était au départ distribué par l'intermédiaire de distributeurs/importateurs indépendants comme JEM Records et Important Records ; à partir de 1986, il conclut un accord de distribution avec le major Capitol/EMI, qui racheta intégralement Enigma en 1989. Certains des artistes sous contrat furent alors transférés dans les différents sous-labels de EMI. La section Enigma Retro est consacrée à la réédition de vieux enregistrements dont les droits étaient détenus par d'autres labels comme Straight Records, Bizarre Records et DiscReet Records. Enigma Retro a sorti des CD et cassettes audio d'anciens albums d'artistes comme Alice Cooper, Tim Buckley, Captain Beefheart, The GTO's, Ted Nugent et The Amboy Dukes.
Parmi les artistes qui, à un moment ou à un autre, ont travaillé avec le label, on peut citer : Circle X, The Effigies, Poison, 45 Grave, Devo, Peter Hammill, Slayer, Barren Cross, Al Stewart, Chris Poland, Lääz Rockit, Dead Milkmen, Michael Vescera, Death Angel, Great White, Stryper, TSOL, Ike Willis, The Smithereens, Green on Red, Hurricane, Berlin, Bill Nelson ou encore Agent Orange. Enigma a également sorti des bandes originales de film, notamment Terminator et Le Fleuve de la mort (film, 1986), ainsi que certains titres de Mute Records aux États-Unis. L'album Daydream Nation de Sonic Youth (1988) est au départ sorti chez Enigma, en association avec Blast First.
Au moment de l'accord de distribution avec Capitol de 1986, Enigma fonde le sous-label Restless Records, qui reste en contact avec les distributeurs indépendants, pour les artistes qui n'avaient pas encore l'envergure d'une distribution par un major. Une sous-division de ce dernier, Restless Retro, hérita des accords passés entre Enigma et Mute.
La section canadienne d'Enigma est fermée au début des années 1990 ; plusieurs de ses anciens employés formèrent alors FRE Records.

## Groupes et artistes
- 7 Seconds
- 20/20
- 45 Grave (en)
- Agent Orange
- Bardeux
- Barren Cross
- Battalion of Saints (en)
- Berlin
- David Cassidy
- Casteel (en)
- Celtic Frost
- Channel 3
- Close Lobsters
- The Cramps
- Dead Milkmen
- Death Angel
- Descendents
- Devo
- The Dickies
- Don Dixon
- The Effigies
- Roky Erickson
- Fear
- The Fibonaccis (en)
- Game Theory
- Get Smart!
- GG Allin
- Girlschool
- Great White
- Green on Red
- Guardian
- Peter Hammill
- Allan Holdsworth
- Hurricane
- Hüsker Dü
- Jon and the Nightriders (en)
- Steve Kilbey (en)
- Lääz Rockit
- Laibach
- The Leaving Trains (en)
- Lizzy Borden
- Minutemen
- Ronnie Montrose
- Mojo Nixon (en)
- Mötley Crüe
- Motörhead
- Bill Nelson
- Obsession
- Pere Ubu
- Plan 9
- Plasticland
- Poison
- Chris Poland
- Rain Parade
- Ratt
- Red Flag
- Red Hot Chili Peppers
- Redd Kross
- The Residents
- Sacred Reich
- Greg Sage
- Skid Roper
- Saxon
- Screamin' Sirens (en)
- Shooting Star
- Slayer
- The Smithereens
- Sonic Youth
- Al Stewart
- Stryper
- Tex and the Horseheads (en)
- They Might Be Giants
- Thor
- Tom Peterson and Another Language
- TSOL
- The U-Krew (en)
- Untouchables
- The Vandals
- Ben Vaughn
- Vinnie Vincent Invasion
- Voivod
- Wall of Voodoo
- Wednesday Week (en)
- Wild Dogs (en)
- Ike Willis
- Wire
- XYZ
- Znowhite (en)